# 不里合拔都
不里合拔都，蒙古帝国人物，是成吉思汗探馬赤軍五将之一。
木华黎奉成吉思汗命，收扎剌兒、兀魯、忙兀、納海四投下，派按察兒、孛羅、笑乃带、不里海拔都兒、闊闊不花五人領探馬赤軍。不里合拔都转战山东、河北，乙酉年（1225年），与嚴實合击南宋将领彭义斌，围攻五马山，彭义斌焚山自杀。平定金朝后，五人率军隨處鎮守。丙申年（1236年），窝阔台分封五戶絲，分撥德州等處六百戶封赐给不里合拔都。